# Blåmannsisen
La Blåmannsisen (sami de Lule: Ålmåjalosjiegŋa) és la cinquena glacera més gran de la Noruega continental. Es troba al límit entre els municipis de Fauske i Sørfold, al comtat de Nordland, a 2 quilòmetres a l'oest de la frontera amb Suècia.
El seu punt més alt es troba a 1.560 metres sobre el nivell del mar i el seu punt més baix és a una elevació de 810 metres. Tres glaceres s'estenen des de la capa de gel. Una sortida petita vessa sobre una cresta subglacial al nord d'un llac. A l'est una sortida gran s'estén cap al llac, Leirvatnet. Una sortida més descendeix abruptament cap a l'oest. Els punts de venda oest i nord estan molt esquerdats, com és el musell de la part de glacera oriental a Leirvatnet. La glacera també vessa cap al llac de Blåmannsisvatnet, donant lloc a extenses esquerdes a la glacera per sobre d'aquest llac. Donat el grau de crevassing en els marges, travessant la glacera pot ser perillós, sobretot a finals de primavera o principis d'estiu, quan els ponts de neu poden ser febles.
La capa de gel és típicament de 200-400 m de gruix, superior a 800 metres en alguns llocs. L'altitud línia d'equilibri (ELA) és del voltant de 1.100 metres al costat oriental de la capa de gel, a sobre de la sortida del Leirvatnet. Les imatges de satèl·lit, incloent l'utilitzat per Google Earth, mostren l'extensa capa que ha retrocedit però, en els últims anys en comú amb altres capes de gel temperades a Noruega. El marge sud de la glacera presenta una petita llengua exposada des de la retirada de la Petita Edat de Gel "amb una morena final ben formada marcant un ex marge.